# وارادرو

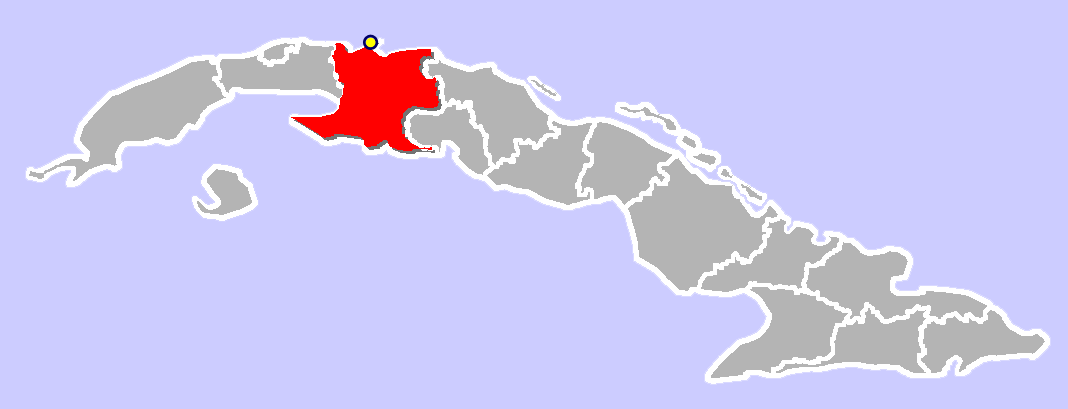
نقشه محل

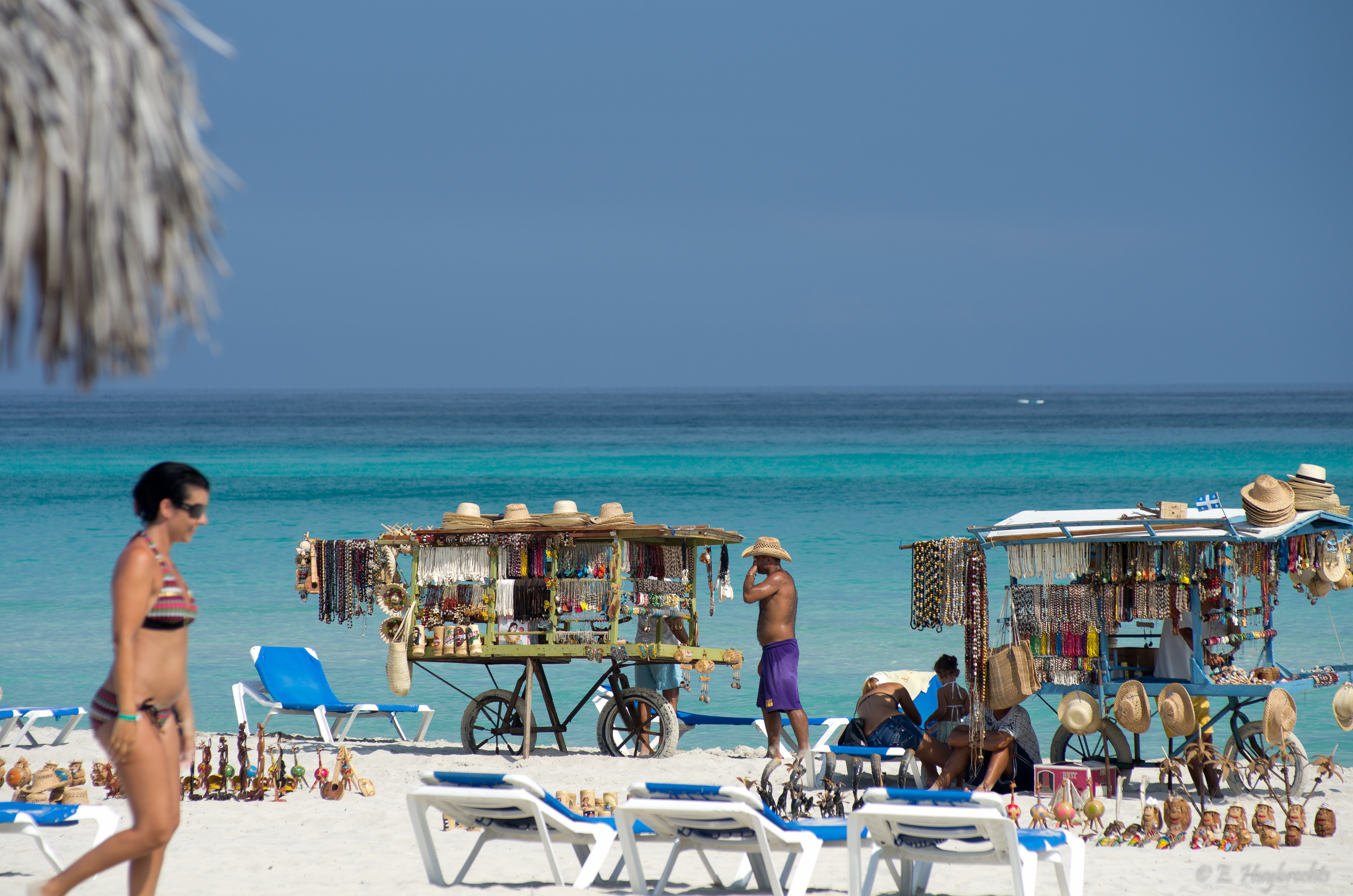
ساحل

وارادرو (اسپانیایی: Varadero‎) بزرگترین ساحل شنای دریای کارائیب و در استان متانزاس کوبا واقع است.

## گردشگری
وارادرو در ۱۴۰ کیلومتری هاوانا واقع شده و با ۲۰ کیلومتر ساحل شن سفید یکی از معروف‌ترین و توریستی‌ترین سواحل کوباست. از اواخر قرن نوزدهم چند خانواده ثروتمند منطقه شروع به ساخت و ساز ویلا در وارادرو کردند و از سال ۱۹۱۵ ساخت هتل هم آغاز شد و خیلی زود وارادرو تبدیل به یکی از مکان‌های مورد علاقه خانواده‌های پولدار آمریکایی شد و ساخت و ساز هتل و مکان‌های تفریحی در سال‌های ۱۹۵۰ شتاب بیشتری گرفت.
با انقلاب کوبا تمام ساخت وسازها متوقف و شرکت‌های سرمایه‌گذار خارجی کوبا را ترک کردند چون فیدل کاسترو توریسم را نشانه ای از سرمایه‌داری می‌دانست و دولت قانونی را تصویب کرد که دسترسی از این سواحل را برای همه کوبایی‌ها تضمین می‌کرد و تنها شرکت فعال در منطقه متعلق به شوروی بود.

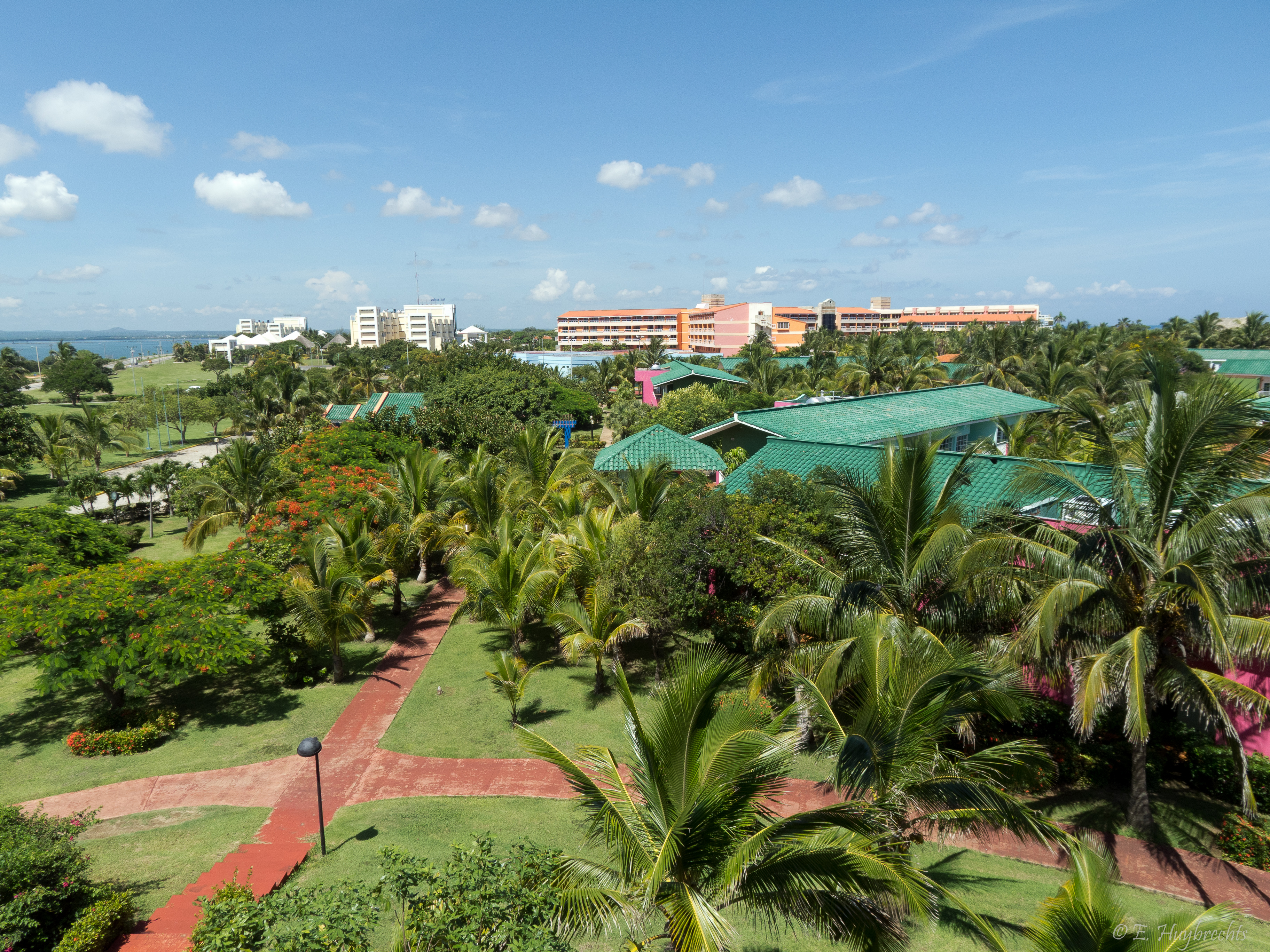
نمایی از آب و هوای استوایی وارادرو

از سال ۱۹۹۰ با فروپاشی اتحاد جماهیر شوروی و پایان کمکهای اقتصادی شوروی به کوبا، دولت مجبور شد صنعت گردشگری را در این منطقه فعال کند و بار دیگر سرمایه گذاران خارجی به این منطقه بازگشتند و این منطقه که به حال خود رها شده بود دوباره تبدیل به مکانی برای گردشگران خارجی شد جایی که شهروندان کوبایی به جز جاهای بسیار محدودی به آن دسترسی ندارند. در حال حاضر وارادرو دارای ۵۵ هتل و ۲۰٬۰۰۰ اتاق است و عمده سرمایه گذاران اروپایی یا آمریکای لاتین هستند.
وارادرو رکورد روزانه ۳۱٬۰۰۰ توریست را هم ثبت کرده. کشورهای کانادا، آلمان، انگلستان و آرژانتین بیشترین گردشگران وارادرو را تشکیل می‌دهند